# The Dollar and the Law
The Dollar and the Law (o The Adventures of a Bill) è un film muto del 1916 diretto da Wilfred North (Wilfrid North).

## Produzione
Il film fu prodotto dalla Vitagraph Company of America. Come titoli di lavorazione, vennero usati i titoli The Adventures of a Bill e The Price of Power.
Il film fu prodotto in cooperazione l'Associazione dei Banchieri Americani, parte di una campagna nazionale a favore del risparmio. Le scene che mostrano il processo di creazione della banconota da un dollaro sono state girate al Bureau of Engraving and Printing di Washington. Frank A. Vanderlip, un importante finanziere e presidente della National City Bank apparve di persona nelle scene girate nel suo ufficio di New York.

## Distribuzione
Distribuito dalla V-L-S-E, il film uscì nelle sale cinematografiche statunitensi il 20 novembre 1916.